# 小行星1886
小行星1886（1886 Lowell）是一颗围绕太阳公转的小行星。1949年6月21日，亨利·李·吉克拉斯在弗拉格斯塔夫发现了此天体。
該小行星以美國天文學家帕西瓦爾·羅威爾命名。
这颗小行星的绝对星等为217.130213622185等。